# Rosenborg Ballklub 2008
Questa pagina raccoglie i dati riguardanti il Rosenborg Ballklub nelle competizioni ufficiali della stagione 2008.

## Stagione
Il Rosenborg chiuse il campionato 2008 con un deludente quinto posto finale. Il club rimase in corsa fino all'ultima giornata, per agganciare almeno un posto utile a qualificarsi per l'Europa League 2009-2010, ma il Bodø/Glimt vinse per 1-3 lo scontro diretto e scavalcò la formazione di Trondheim. L'avventura in Norgesmesterskapet si concluse al secondo turno, per mano del Kristiansund. Nella Coppa UEFA 2008-2009, invece, il Rosenborg non riuscì a superare la fase a gironi, avendo come avversari Club Bruges, Saint-Étienne, Valencia e Copenaghen. Il calciatore più utilizzato in stagione fu Per Cilijan Skjelbred, con le sue 35 presenze complessive; il miglior marcatore fu Steffen Iversen, con 19 gol tra campionato e coppe.

## Maglie e sponsor
Lo sponsor tecnico per la stagione 2008 fu Adidas, mentre lo sponsor ufficiale fu REMA 1000. La divisa casalinga prevedeva una maglietta bianca con inserti neri, pantaloncini neri e calzettoni bianchi. Quella da trasferta era invece completamente nera, con inserti bianchi.
| Casa | Trasferta |

## Rosa
| N. |                           | Ruolo | Calciatore              |
| -- | ------------------------- | ----- | ----------------------- |
| 1  | Norvegia (bandiera)       | P     | Alexander Lund Hansen   |
| 2  | Svezia (bandiera)         | D     | Mikael Lustig           |
| 3  | Svezia (bandiera)         | D     | Mikael Dorsin           |
| 4  | Ghana (bandiera)          | C     | Anthony Annan           |
| 4  | Svezia (bandiera)         | D     | Fredrik Stoor           |
| 5  | Norvegia (bandiera)       | D     | Christer Basma          |
| 6  | Norvegia (bandiera)       | C     | Roar Strand             |
| 7  | Albania (bandiera)        | C     | Besart Berisha          |
| 7  | Burkina Faso (bandiera)   | A     | Yssouf Koné             |
| 8  | Costa d'Avorio (bandiera) | A     | Didier Ya Konan         |
| 9  | Svezia (bandiera)         | A     | John Pelu               |
| 10 | Norvegia (bandiera)       | C     | Alexander Tettey        |
| 11 | Norvegia (bandiera)       | D     | Vadim Demidov           |
| 12 | Norvegia (bandiera)       | P     | Rune Almenning Jarstein |
| 13 | Danimarca (bandiera)      | D     | Kris Stadsgaard         |
| 14 | Norvegia (bandiera)       | A     | Steffen Iversen         |

| N. |                         | Ruolo | Calciatore           |
| -- | ----------------------- | ----- | -------------------- |
| 15 | Norvegia (bandiera)     | C     | Per Ciljan Skjelbred |
| 16 | Norvegia (bandiera)     | C     | Albert Berbatovci    |
| 17 | Norvegia (bandiera)     | C     | Øyvind Storflor      |
| 18 | Uruguay (bandiera)      | D     | Alejandro Lago       |
| 19 | Finlandia (bandiera)    | C     | Juska Savolainen     |
| 20 | Burkina Faso (bandiera) | A     | Abdou Razack Traoré  |
| 21 | Norvegia (bandiera)     | A     | Jo Sondre Aas        |
| 22 | Norvegia (bandiera)     | D     | Andreas Nordvik      |
| 23 | Norvegia (bandiera)     | A     | Michael Jamtfall     |
| 24 | Costa Rica (bandiera)   | D     | Roy Miller           |
| 24 | Norvegia (bandiera)     | A     | Pål André Helland    |
| 25 | Norvegia (bandiera)     | C     | Kjell Rune Sellin    |
| 26 | Norvegia (bandiera)     | D     | Bjørn Tore Kvarme    |
| 27 | Slovacchia (bandiera)   | C     | Marek Sapara         |
| 28 | Norvegia (bandiera)     | P     | Ole Lilleås Næss     |

## Calciomercato

### Sessione invernale(dal 01/01 al 31/03)
| Acquisti | Acquisti                | Acquisti     | Acquisti   |
| R.       | Nome                    | da           | Modalità   |
| -------- | ----------------------- | ------------ | ---------- |
| P        | Rune Almenning Jarstein | Odd Grenland | definitivo |
| D        | Vadim Demidov           | Hønefoss     | definitivo |
| D        | Kris Stadsgaard         | Reggina      | definitivo |
| C        | Roy Miller              | Bodø/Glimt   | definitivo |
| C        | Juska Savolainen        | Tampere Utd  | definitivo |
| A        | John Pelu               | Kongsvinger  | definitivo |

| Cessioni | Cessioni        | Cessioni   | Cessioni   |
| R.       | Nome            | a          | Modalità   |
| -------- | --------------- | ---------- | ---------- |
| P        | Lars Hirschfeld | CFR Cluj   | definitivo |
| C        | Miika Koppinen  | svincolato |            |
| C        | Vidar Riseth    | svincolato |            |

### Sessione estiva(dal 01/08 al 31/08)
| Acquisti | Acquisti       | Acquisti      | Acquisti   |
| R.       | Nome           | da            | Modalità   |
| -------- | -------------- | ------------- | ---------- |
| D        | Mikael Lustig  | GIF Sundsvall | definitivo |
| C        | Anthony Annan  | Start         | definitivo |
| C        | Besart Berisha | Burnley       | prestito   |

| Cessioni | Cessioni          | Cessioni | Cessioni   |
| R.       | Nome              | a        | Modalità   |
| -------- | ----------------- | -------- | ---------- |
| D        | Mikael Dorsin     | CFR Cluj | definitivo |
| D        | Bjørn Tore Kvarme |          | ritiro     |
| D        | Fredrik Stoor     | Fulham   | definitivo |
| A        | Yssouf Koné       | CFR Cluj | definitivo |

## Risultati

### Girone di andata
| Arbitro: | Moen (Haugesund) |

|                            |           |                 |
| Traoré 68’ Koné 81’ (rig.) | Marcatori | 45’ (rig.) Hoff |

| Arbitro: | Hauge (Bergen) |

|                          |           |                           |
| Nielsen 13’, 23’ Ohr 75’ | Marcatori | 82’ Storflor 88’ Ya Konan |

| Arbitro: | Sandmoen (Kjelsås) |

|          |           |                                |
| Koné 44’ | Marcatori | 21’ (rig.) Wehrman 77’ Ramberg |

| Arbitro: | Moen (Haugesund) |

|                |           |              |
| Abdellaoue 26’ | Marcatori | 81’ Ya Konan |

| Arbitro: | Sælen (Bergen) |

|  |           |              |
|  | Marcatori | 57’ Koppinen |

| Arbitro: | Hauge (Bergen) |

|              |           |  |
| Nannskog 66’ | Marcatori |  |

| Arbitro: | Hauge (Bergen) |

|                                               |           |  |
| Sapara 23’ Skjelbred 52’ Iversen 55’ Koné 66’ | Marcatori |  |

| Arbitro: | Skjerven (Kaupanger) |

|            |           |                        |
| Gjerde 23’ | Marcatori | 54’ Iversen 83’ Strand |

| Arbitro: | Hauge (Bergen) |

|                               |           |  |
| Iversen 58’ (rig.) Sapara 86’ | Marcatori |  |

| Arbitro: | Berntsen (Vang) |

|                    |           |             |
| Iversen 11’ (rig.) | Marcatori | 80’ Helstad |

| Arbitro: | Sandmoen (Kjelsås) |

|                |           |             |
| T. Rønning 57’ | Marcatori | 61’ Demidov |

| Arbitro: | Øvrebø (Oslo) |

|                             |           |           |
| Tettey 56’ Iversen 72’, 86’ | Marcatori | 38’ Silva |

| Arbitro: | Øvrebø (Oslo) |

|                       |           |          |
| Øren 30’ Pedersen 90’ | Marcatori | 87’ Koné |

### Girone di ritorno
| Arbitro: | Skjerven (Kaupanger) |

|  |           |             |
|  | Marcatori | 36’ Iversen |

| Arbitro: | Moen (Haugesund) |

|           |           |                              |
| Tettey 7’ | Marcatori | 69’ Alanzinho 74’ Gunnarsson |

| Arbitro: | Øvrebø (Oslo) |

|                                     |           |  |
| Moldskred 30’, 86’ Adriano 33’, 45’ | Marcatori |  |

| Arbitro: | Sandmoen (Kjelsås) |

|                              |           |            |
| Iversen 10’ Berisha 52’, 54’ | Marcatori | 84’ Ertsås |

| Bergen 24 agosto 2008, ore 20:00 18ª giornata | Brann         | 0 – 0 referto | Rosenborg | Brann Stadion (17.552 spett.)\| Arbitro: \| Øvrebø (Oslo) \| |
| Arbitro:                                      | Øvrebø (Oslo) |               |           |                                                              |

| Arbitro: | Hauge (Bergen) |

|                       |           |              |
| Dorsin 19’ Lustig 35’ | Marcatori | 87’ Sæternes |

| Arbitro: | Sælen (Bergen) |

|             |           |              |
| Wallace 74’ | Marcatori | 45’ Ya Konan |

| Arbitro: | Staberg (Harstad) |

|                                          |           |  |
| Ya Konan 40’ Sapara 59’, 77’ Berisha 84’ | Marcatori |  |

| Arbitro: | Helgerud (Lier) |

|                   |           |                   |
| Arneng 45’ (rig.) | Marcatori | 53’, 70’ Ya Konan |

| Arbitro: | Hauge (Bergen) |

|                |           |                     |
| Sokolowski 90’ | Marcatori | 30’ Pelu 45’ Strand |

| Arbitro: | Sælen (Bergen) |

|             |           |         |
| Iversen 69’ | Marcatori | 57’ Ohr |

| Arbitro: | Hauge (Bergen) |

|                                           |           |                        |
| Occean 19’, 89’ Myklebust 71’ Sundgot 76’ | Marcatori | 12’ Strand 35’ Iversen |

| Arbitro: | Berntsen (Vang) |

|            |           |                     |
| Strand 20’ | Marcatori | 22’, 80’, 85’ Olsen |

### Coppa di Norvegia
| 12 maggio 2008, ore 18:00 Primo turno                                                                                   | Tynset    | 0 – 11 referto                                                                        | Rosenborg | (3.000 spett.) |
| \| \| \| \| \| \| Marcatori \| 4’ Skjelbred 39’ Tettey 51’, 75’ Sapara 61’, 88’ Pelu 65’, 73’, 77’, 87’, 90’ Iversen \| |           |                                                                                       |           |                |
| |           |                                                                                       |           |                |
| | Marcatori | 4’ Skjelbred 39’ Tettey 51’, 75’ Sapara 61’, 88’ Pelu 65’, 73’, 77’, 87’, 90’ Iversen |           |                |

| Arbitro: | Åndal |

|             |           |            |
| Snekvik 90’ | Marcatori | 81’ Strand |

### Coppa UEFA
| Arbitro: | McDonald |

|                      |           |            |
| Oremo 37’ Enrico 90’ | Marcatori | 76’ Sapara |

| Arbitro: | Kever |

|                                                                |           |  |
| Iversen 43’, 67’ (rig.), 86’ (rig.) Ya Konan 65’ Skjelbred 73’ | Marcatori |  |

| Arbitro: | Weiner |

|                 |           |                          |
| Krohn-Dehli 63’ | Marcatori | 29’ Sapara 55’ Skjelbred |

| Arbitro: | Kelly |

|                                              |           |                               |
| Ya Konan 15’ Skjelbred 74’ Sapara 87’ (rig.) | Marcatori | 26’ Rasmussen 36’ Kristiansen |

| Trondheim 23 ottobre 2008, ore 20:45 Fase a gironi, 1ª giornata | Rosenborg | 0 – 0 referto | Club Bruges | Lerkendal Stadion\| Arbitro: \| Hrinak \| |
| Arbitro:                                                        | Hrinak    |               |             |                                           |

| Arbitro: | Malek |

|                                   |           |  |
| Ilan 59’ Machado 63’ Mirallas 76’ | Marcatori |  |

| Arbitro: | Blom |

|  |           |                                               |
|  | Marcatori | 21’ Mata 76’ Hernández 88’ Baraja 90’ Joaquín |

| Arbitro: | Einwaller |

|               |           |             |
| Antonsson 22’ | Marcatori | 33’ Iversen |

## Statistiche

### Statistiche di squadra
| Competizione      | Punti | In casa | In casa | In casa | In casa | In casa | In casa | In trasferta | In trasferta | In trasferta | In trasferta | In trasferta | In trasferta | Totale | Totale | Totale | Totale | Totale | Totale | DR  |
| Competizione      | Punti | G       | V       | N       | P       | Gf      | Gs      | G            | V            | N            | P            | Gf           | Gs           | G      | V      | N      | P      | Gf     | Gs     | DR  |
| ----------------- | ----- | ------- | ------- | ------- | ------- | ------- | ------- | ------------ | ------------ | ------------ | ------------ | ------------ | ------------ | ------ | ------ | ------ | ------ | ------ | ------ | --- |
| Eliteserien       | 39    | 13      | 7       | 2       | 4       | 25      | 14      | 13           | 7            | 2            | 4            | 25           | 14           | 26     | 11     | 6      | 9      | 40     | 34     | +6  |
| Coppa di Norvegia | -     | 0       | 0       | 0       | 0       | 0       | 0       | 2            | 1            | 1            | 0            | 12           | 1            | 2      | 1      | 1      | 0      | 12     | 1      | +11 |
| Coppa UEFA        | -     | 4       | 2       | 1       | 1       | 8       | 6       | 4            | 1            | 1            | 2            | 4            | 7            | 8      | 3      | 2      | 3      | 12     | 13     | -1  |
| Totale            | -     | 17      | 9       | 3       | 5       | 33      | 20      | 19           | 9            | 4            | 6            | 41           | 22           | 36     | 15     | 9      | 12     | 64     | 48     | +16 |

### Statistiche dei giocatori
| Giocatore     | Eliteserien | Eliteserien | Eliteserien | Eliteserien | Coppa di Norvegia | Coppa di Norvegia | Coppa di Norvegia | Coppa di Norvegia | Coppa UEFA | Coppa UEFA | Coppa UEFA  | Coppa UEFA | Totale   | Totale | Totale      | Totale     |
| Giocatore     | Presenze    | Reti        | Ammonizioni | Espulsioni  | Presenze          | Reti              | Ammonizioni       | Espulsioni        | Presenze   | Reti       | Ammonizioni | Espulsioni | Presenze | Reti   | Ammonizioni | Espulsioni |
| ------------- | ----------- | ----------- | ----------- | ----------- | ----------------- | ----------------- | ----------------- | ----------------- | ---------- | ---------- | ----------- | ---------- | -------- | ------ | ----------- | ---------- |
| J. Aas        | 11          | 0           | 0           | 0           | 2                 | 0                 | 0                 | 0                 | 2          | 0          | 0           | 0          | 15       | 0      | 0           | 0          |
| A. Annan      | 6           | 0           | 1           | 0           | 0                 | 0                 | 0                 | 0                 | 0          | 0          | 0           | 0          | 6        | 0      | 1           | 0          |
| C. Basma      | 7           | 0           | 1           | 0           | 2                 | 0                 | 0                 | 0                 | 1          | 0          | 0           | 0          | 10       | 0      | 1           | 0          |
| A. Berbatovci | 0           | 0           | 0           | 0           | 1                 | 0                 | 0                 | 0                 | 0          | 0          | 0           | 0          | 1        | 0      | 0           | 0          |
| B. Berisha    | 8           | 3           | 1           | 0           | 0                 | 0                 | 0                 | 0                 | 4          | 0          | 1           | 0          | 12       | 3      | 2           | 0          |
| V. Demidov    | 25          | 1           | 3           | 0           | 1                 | 0                 | 0                 | 0                 | 7          | 0          | 1           | 0          | 33       | 1      | 4           | 0          |
| M. Dorsin     | 8           | 1           | 0           | 0           | 0                 | 0                 | 0                 | 0                 | 6          | 0          | 1           | 0          | 14       | 1      | 1           | 0          |
| A. Hansen     | 3           | 0           | 0           | 0           | 2                 | 0                 | 0                 | 0                 | 2          | 0          | 0           | 0          | 7        | 0      | 0           | 0          |
| P. Helland    | 0           | 0           | 0           | 0           | 0                 | 0                 | 0                 | 0                 | 0          | 0          | 0           | 0          | 0        | 0      | 0           | 0          |
| S. Iversen    | 22          | 10          | 1           | 0           | 2                 | 5                 | 0                 | 0                 | 7          | 4          | 1           | 0          | 31       | 19     | 2           | 0          |
| M. Jamtfall   | 0           | 0           | 0           | 0           | 0                 | 0                 | 0                 | 0                 | 1          | 0          | 0           | 0          | 1        | 0      | 0           | 0          |
| R. Jarstein   | 23          | 0           | 2           | 0           | 0                 | 0                 | 0                 | 0                 | 7          | 0          | 0           | 0          | 30       | 0      | 2           | 0          |
| Y. Koné       | 9           | 4           | 0           | 1           | 1                 | 0                 | 0                 | 0                 | 0          | 0          | 0           | 0          | 10       | 4      | 0           | 1          |
| B. Kvarme     | 5           | 0           | 1           | 1           | 1                 | 0                 | 0                 | 0                 | 0          | 0          | 0           | 0          | 6        | 0      | 1           | 1          |
| A. Lago       | 18          | 0           | 2           | 0           | 2                 | 0                 | 0                 | 0                 | 6          | 0          | 3           | 0          | 26       | 0      | 5           | 0          |
| M. Lustig     | 11          | 1           | 0           | 0           | 0                 | 0                 | 0                 | 0                 | 8          | 0          | 0           | 0          | 19       | 1      | 0           | 0          |
| R. Miller     | 14          | 0           | 1           | 0           | 2                 | 0                 | 0                 | 0                 | 0          | 0          | 0           | 0          | 16       | 0      | 1           | 0          |
| O. Næss       | 0           | 0           | 0           | 0           | 0                 | 0                 | 0                 | 0                 | 0          | 0          | 0           | 0          | 0        | 0      | 0           | 0          |
| A. Nordvik    | 9           | 0           | 3           | 0           | 0                 | 0                 | 0                 | 0                 | 3          | 0          | 0           | 0          | 12       | 0      | 3           | 0          |
| J. Pelu       | 7           | 1           | 1           | 0           | 1                 | 2                 | 0                 | 0                 | 4          | 0          | 0           | 0          | 12       | 3      | 1           | 0          |
| M. Sapara     | 22          | 4           | 1           | 0           | 2                 | 2                 | 0                 | 0                 | 6          | 3          | 0           | 0          | 30       | 9      | 1           | 0          |
| J. Savolainen | 2           | 0           | 0           | 0           | 0                 | 0                 | 0                 | 0                 | 0          | 0          | 0           | 0          | 2        | 0      | 0           | 0          |
| K. Sellin     | 3           | 0           | 2           | 0           | 0                 | 0                 | 0                 | 0                 | 0          | 0          | 0           | 0          | 3        | 0      | 2           | 0          |
| P. Skjelbred  | 25          | 1           | 3           | 0           | 2                 | 1                 | 0                 | 0                 | 8          | 3          | 0           | 0          | 35       | 5      | 3           | 0          |
| K. Stadsgaard | 15          | 0           | 2           | 0           | 1                 | 0                 | 0                 | 0                 | 5          | 0          | 0           | 0          | 21       | 0      | 2           | 0          |
| F. Stoor      | 9           | 0           | 1           | 1           | 0                 | 0                 | 0                 | 0                 | 0          | 0          | 0           | 0          | 9        | 0      | 1           | 1          |
| Ø. Storflor   | 12          | 1           | 0           | 0           | 2                 | 0                 | 0                 | 0                 | 2          | 0          | 0           | 0          | 16       | 1      | 0           | 0          |
| R. Strand     | 21          | 4           | 0           | 0           | 1                 | 1                 | 1                 | 0                 | 8          | 0          | 1           | 0          | 30       | 5      | 2           | 0          |
| A. Tettey     | 24          | 2           | 1           | 0           | 2                 | 1                 | 0                 | 0                 | 8          | 0          | 0           | 0          | 34       | 3      | 1           | 0          |
| A. Traoré     | 15          | 1           | 4           | 0           | 1                 | 0                 | 0                 | 0                 | 5          | 0          | 0           | 0          | 21       | 1      | 4           | 0          |
| D. Ya Konan   | 22          | 6           | 3           | 0           | 0                 | 0                 | 0                 | 0                 | 8          | 2          | 0           | 0          | 30       | 8      | 3           | 0          |